# العابر (مكيراس)

تعديل مصدري - تعديل

العابر هي إحدى قرى عزلة مكيراس بمديرية مكيراس التابعة لمحافظة البيضاء، بلغ تعداد سكانها 326 نسمة حسب تعداد اليمن لعام 2004.